# Pseudaprophata newmanni
Pseudaprophata newmanni är en skalbaggsart som först beskrevs av John Obadiah Westwood 1863.  Pseudaprophata newmanni ingår i släktet Pseudaprophata och familjen långhorningar.
Artens utbredningsområde är Filippinerna. Inga underarter finns listade i Catalogue of Life.